# Dorfkirche Sundremda

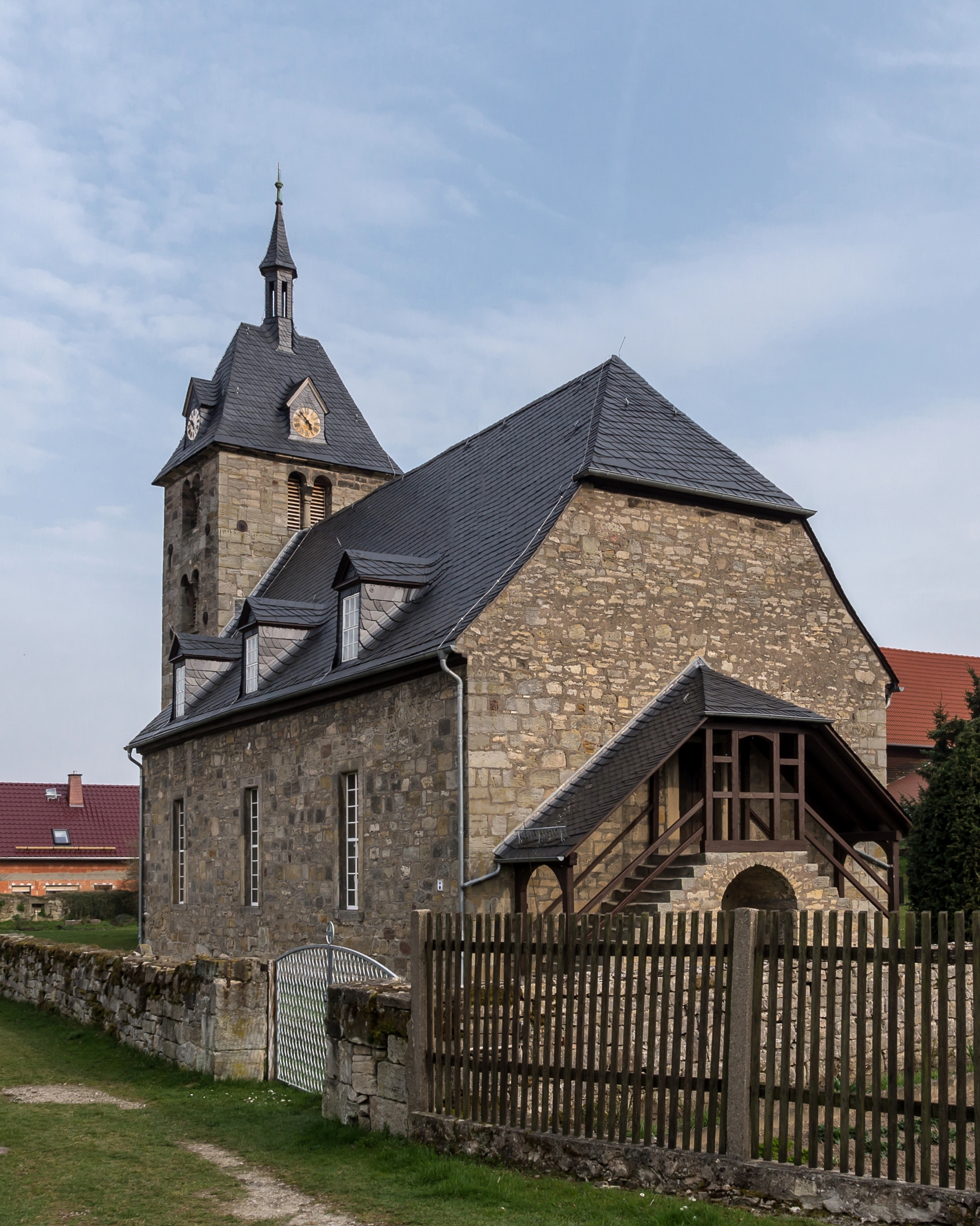
Nordwestansicht

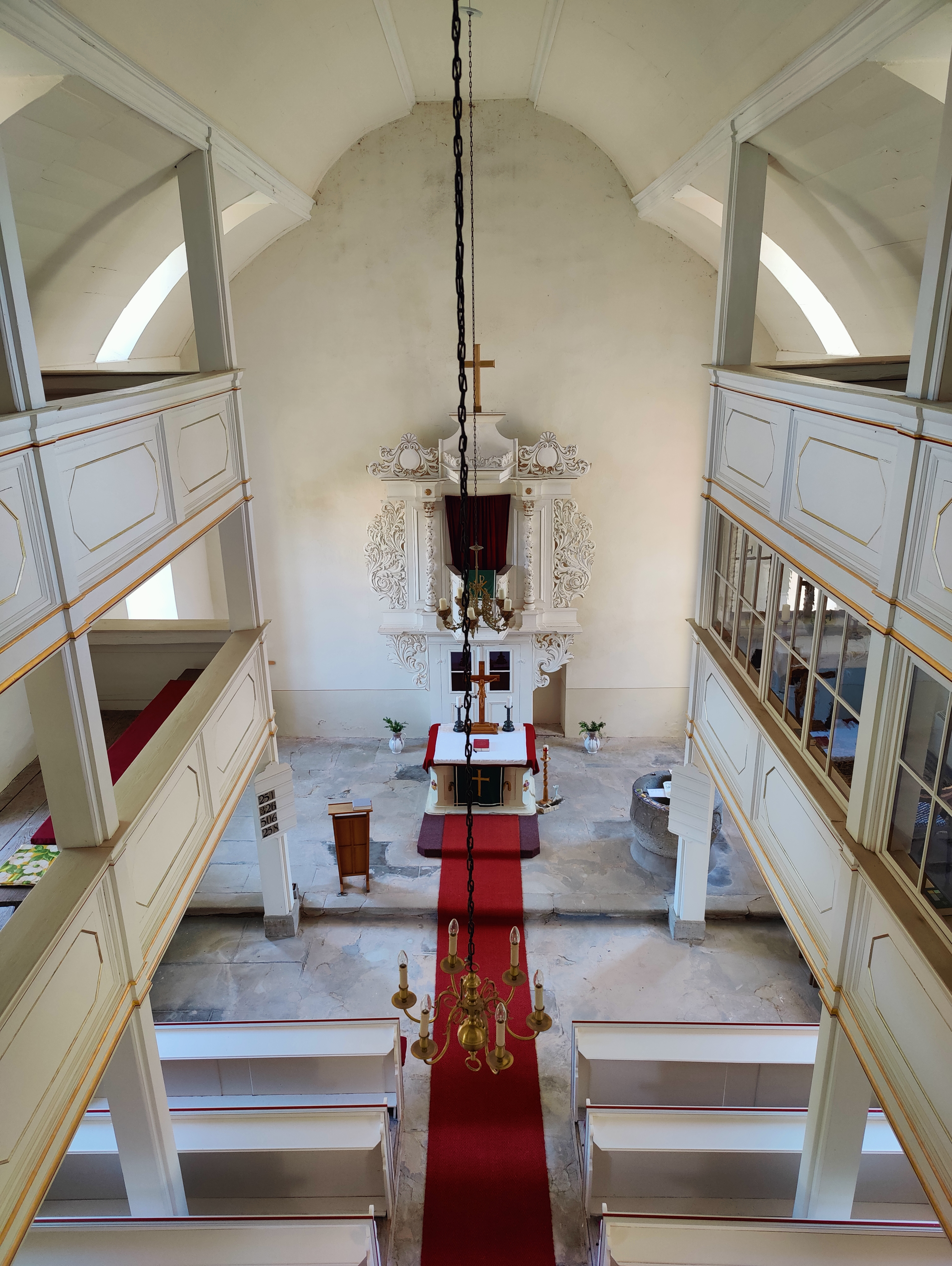
Innenansicht nach Osten

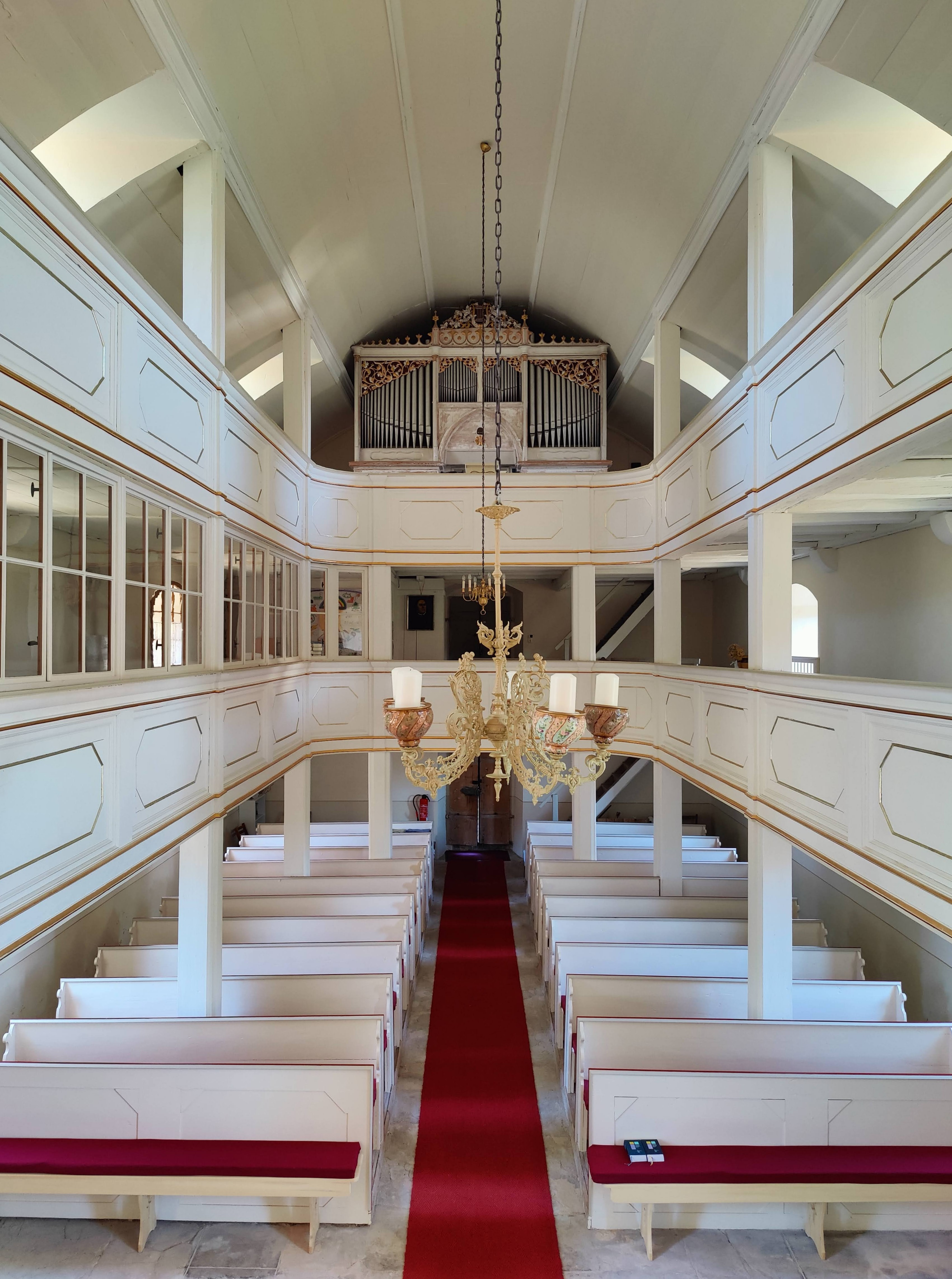
Innenansicht nach Westen

Die denkmalgeschützte evangelische Dorfkirche Sundremda steht im Ortsteil Sundremda der Stadt Rudolstadt im Landkreis Saalfeld-Rudolstadt in Thüringen. Sie gehört zum Pfarrbereich Remda im Kirchenkreis Rudolstadt-Saalfeld der Evangelischen Kirche in Mitteldeutschland.

## Geschichte
1367 wurde eine Vorgängerkirche erstmals erwähnt. 1531 beantragte der amtierende Pfarrer, ein Mönch aus Erfurt, einen Neubau. Der erhaltene romanische Ostturm gehörte einst zu einem Kloster, worauf Bauelemente in seinem Erdgeschoss hinweisen.
Der Grundstein der neuen Kirche wurde am 12. April 1740 gelegt. Der Baupreis belief sich auf 975 Taler.
Die Kirche wurde 2012 innen aufwändig restauriert und saniert.

## Architektur
Die romanische Chorturmkirche wurde um 1740 mit einem neuen Schiff versehen. Der östliche Chorbogen am Turm wurde nach Abbruch der Apsis vermauert. Die beiden oberen Geschosse des Turms weisen mit je einer Doppelarkade nach allen vier Seiten; die westliche Doppelarkade des dritten Geschosses wird durch das Langhausdach verdeckt. An der nördlichen Doppelarkade ist am linken Bogenscheitel dieser Ebene ein Männerkopf mit vermutlich apotropäischer Bedeutung angebracht. Aus dem späten 19. Jahrhundert stammt das Walmdach des Turms, mit einem Dacherker auf jeder Seite und einem Dachreiter auf der Mitte des Firstes.
Im Turmerdgeschoss sind Eckpfeiler mit reich skulptierten Kämpfern vorgelegt. Das Innere des Schiffes ist mit dreiseitig umlaufenden, doppelgeschossigen Emporen eingefasst und wird von einer Holzdecke mit Kleeblattbogenquerschnitt abgeschlossen.

## Ausstattung
Altar und Kanzel im Barockstil stammen aus dem späten 18. Jahrhundert. Der Taufstein stammt vermutlich aus dem 12. Jahrhundert und trägt einen Rundbogenfries. Die Orgel aus dem Jahr 1865 ist ein Werk von Johann Menger aus Paulinzella mit 16 Registern auf zwei Manualen und Pedal. Die große Glocke trägt eine Inschrift und wurde 1573 von Melchior Moenigk gegossen. Die kleinen Glocken wurden im Ersten Weltkrieg eingeschmolzen.
Der Friedhof befindet sich jetzt in Altremda.